# Jean Sibelius
Pour les articles homonymes, voir Sibelius.
Œuvres principales
- Symphonie no 5
- Symphonie no 2
- Symphonie no 7
- Finlandia
- Tapiola
- Concerto pour violon
- Quatuor à cordes en ré mineur « Voces intimæ »

Jean Sibelius (Johan Sibelius en finnois), né le 8 décembre 1865 à Tavastehus, dans le grand-duché de Finlande, et mort le 20 septembre 1957 à Järvenpää, près d'Helsinki, est un compositeur finlandais de musique classique. Il est, avec Johan Ludvig Runeberg, l'un des Finlandais qui symbolisent le mieux la naissance de l'identité nationale finlandaise.

## Biographie
Johan Julius Christian Sibelius (Janne pour ses amis et Jean en français, pour son activité musicale) naît dans un chalet à Hämeenlinna (Tavastehus en suédois) au nord d'Helsingfors, dans une famille parlant le suédois,. 
Jean Sibelius est le fils du médecin Christian Gustaf Sibelius et de Maria Charlotta Sibelius née Borg. Le nom de famille provient de la succession Sibbe en Uusimaa qui était détenue par son arrière grand-père paternel. Le père de Sibelius est mort du typhus en juillet 1868, laissant des dettes importantes. En conséquence, la mère de Jean qui était de nouveau enceinte, a dû vendre leurs biens et aller avec sa famille dans la maison de Katarina Borg, sa mère veuve, qui vivait également à Hämeenlinna. 
Sibelius a été par conséquent élevé dans un environnement féminin, la seule influence masculine venant de son oncle, Pehr Ferdinand Sibelius, qui était intéressé par la musique, surtout le violon.
C'est cet oncle qui a donné au garçon un violon quand il était âgé de dix ans, et qui plus tard, l'a encouragé à maintenir son intérêt pour la composition. Pour Sibelius, l'oncle Pehr a pris non seulement la place d'un père, mais aussi celle d'un conseiller musical. En 1870, le tout jeune Jean reçoit ses premières leçons de piano d'une tante, Julia Sibelius. C'est au contact de son oncle Pehr, instrumentiste amateur, qu'il découvre le violon pour lequel il écrira un célèbre concerto et de nombreuses pièces avec orchestre. 
À dix ans il écrit au piano sa première œuvre Gouttes d'eau. En 1876, dans un contexte politico-social qui promeut la culture finnoise, ses parents l'inscrivent dans une école où les cours sont en finnois. Il poursuit ensuite sa scolarité au lycée normal de Hämeenlinna jusqu'en 1885.

### Sa formation musicale

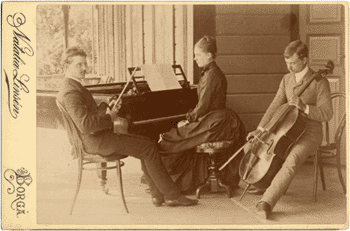
Jean Sibelius, son frère et sa sœur jouant de la musique de chambre.

C'est pendant cette période, vers 1880, qu'il entreprend d'étudier sérieusement la musique. Il prend ses premiers cours de violon avec le chef de la musique militaire Gustav Leander ; ayant acquis une certaine technique, il se met à jouer de la musique de chambre avec son frère et sa sœur et dès 1883, s'essaie à la composition avec un trio.
Il fait une rencontre importante avec le virtuose du piano Ferruccio Busoni qui impressionne tant Sibelius qu'il renonce définitivement à l'idée de devenir un jour soliste virtuose du violon. Étudiant en droit peu studieux à l'université impériale Alexandre d'Helsingfors, il s'inscrit à l'institut de musique de Martin Wegelius (qui sera rebaptisé Académie Sibelius en 1939) en classe de violon où il suit les cours de Mitrofan Vassiliev. Sibelius dès lors se tourne définitivement vers sa passion, la musique. Il compose sa première œuvre d'importance, un quatuor en la mineur qui récolte un succès certain lors d'un concert public.

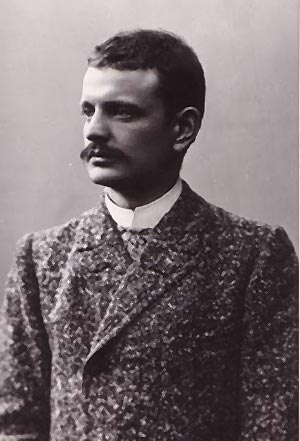
Sibelius en 1891

Il travaille aussi l'harmonie avec Wegelius, mais faute de classe d'orchestration, Sibelius reste encore cantonné dans un environnement de musique de chambre. Il se rend à Berlin pour étudier avec Albert Becker de 1889 à 1890 ; il a l'occasion d'écouter les concerts du grand chef d'orchestre allemand Hans von Bülow qui joue Richard Strauss et Antonín Dvořák ; dans cette ville, qu'il trouve trop bruyante, il compose un quintette pour piano et cordes. De retour en Finlande, il écrit son quatuor à cordes en si bémol majeur. L'année suivante, il part pour Vienne pour travailler avec Karl Goldmark de 1890 à 1891. 
Il sollicite une entrevue avec Brahms qui ne répond pas. C'est la révélation de la musique d'Anton Bruckner, avec sa troisième symphonie, qui sera le fait marquant de ce voyage. L'année 1890 marque un tournant dans sa vie de compositeur. Il compose ses premières œuvres pour orchestre : une simple ouverture, certes imparfaite, mais avec « beaucoup de bonnes choses » selon l'avis de son professeur et une scène de ballet. Il s'intéresse de plus en plus aux mythes et légendes finlandaises comme le Kalevala écrit par Elias Lönnrot et s'oriente dès lors de plus en plus vers un art authentiquement finlandais dans ses racines et ses références nationales, « tout ce qui est finlandais m'est donc sacré, le monde primitif finlandais a pénétré ma chair et mon cœur » écrit-il à Aino.

### Un style musical naissant

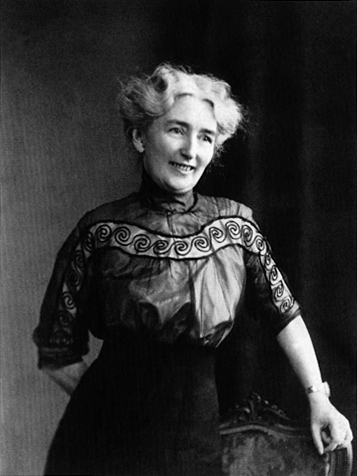
Aino Sibelius, sa femme, en 1922.

Il travaille à sa première composition symphonique Kullervo. Il échoue à devenir violoniste dans l'Orchestre philharmonique de Vienne. De retour à Helsingfors en 1892, il épouse Aino Järnefelt et compose ses premiers lieder. L'année suivante, il écrit son premier poème symphonique En saga teinté de couleurs d'Islande, quelques pièces pour piano dont la sonate en fa majeur op. 12 et des impromptus.

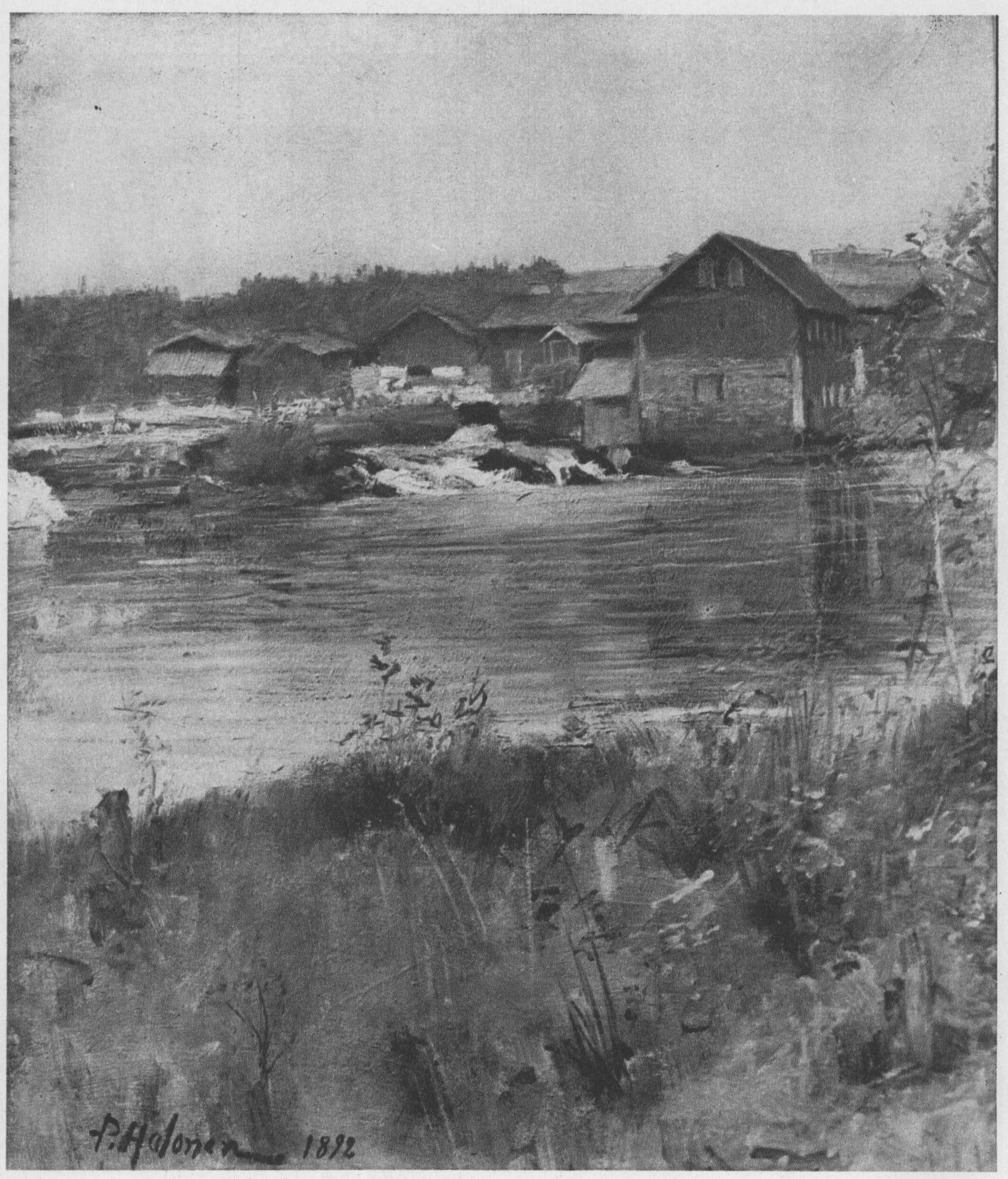
Terre sauvage de Carélie

C'est à cette époque que se manifeste son penchant pour la boisson. En 1893, il s'attelle à un projet d'opéra La Construction du bateau dont le livret s'inspire du Kalevala. « Trop lyrique, pas assez dramatique » jugeront certains, le projet sera abandonné. Il écrit une musique de scène Karelia en hommage à la Carélie, province peu industrialisée et sauvage, berceau de nombreux chants populaires. En 1894, il se rend à Bayreuth pour écouter la musique de Richard Wagner : le choc artistique est fort. Subjugué par Parsifal et Tristan et Isolde, il est dans un premier temps conquis par le génie wagnérien puis s'en détache pour finalement se rapprocher de l'univers musical de Franz Liszt tel qu'il se traduit dans la Faust-Symphonie. En 1895, de retour en Finlande, après un détour par l'Italie, il compose une œuvre orchestrale d’envergure, la suite Lemminkäinen op. 22 dont l'une des parties, « Le Cygne de Tuonela », devait connaître un succès immense.
En 1896, il compose le seul opéra de sa carrière, en un acte, La Jeune Fille dans la tour, qui ne sera joué que trois fois à Helsingfors. Bien que plébiscité, il échoue à obtenir le poste de professeur de musique à l'Université d'Helsingfors à la suite de l'intervention du chef d'orchestre finlandais Robert Kajanus auprès de l'administrateur russe à Saint-Pétersbourg. Le commentaire du jury ne laisse aucun doute à ce sujet : « en la personne de Sibelius est donné à notre pays un musicien dont le riche talent dépasse tout ce que notre musique a pu produire jusqu'ici ». En 1897, il compose la musique de scène pour la pièce Le Roi Christian II (en).
De retour à Berlin au printemps 1898, il signe un contrat avec le célèbre éditeur allemand Breitkopf & Härtel. En août, le tsar Nicolas II publie le « Manifeste de février » qui prive le grand-duché de Finlande de tout droit à l'autonomie. En réaction, Sibelius compose le Chant des Athéniens dans lequel la Russie est comparée aux Perses primitifs de l'Antiquité.

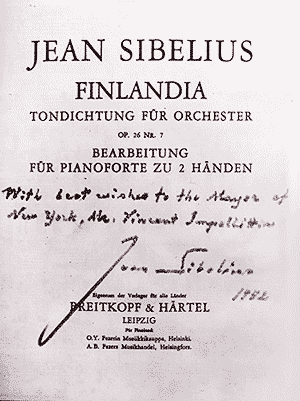
Finlandia, édition originale.

### Un univers symphonique
En 1899, il fait jouer sa première symphonie op. 39 qui reçoit un accueil triomphal. Sa musique opère pour la première fois une synthèse réussie entre son style « primitif » et les exigences de la symphonie postromantique. La police tsariste accentuant sa répression en instaurant la censure et en supprimant des journaux, la riposte s'organise autour d'une Célébration pour la presse, spectacle chorégraphique pour lequel Sibelius écrit une musique de scène en 7 tableaux. Afin de présenter une musique emblématique de la Finlande à l'exposition universelle de 1900, Sibelius en reprend des extraits pour composer Finlandia. Début 1901, il s'installe avec sa famille en Italie où il travaille sa deuxième symphonie op. 43. Il fait la rencontre d'Antonín Dvořák et de Richard Strauss au festival de Heidelberg. La rencontre est des plus amicales, Sibelius note « il s'est montré très aimable et m'a parlé de ses œuvres avec la plus grande franchise ».   

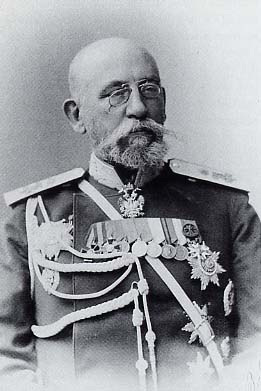
Le gouverneur-général Bobrikov.

L'année suivante, en 1902, l'exécution de la deuxième symphonie obtient un vrai triomphe public. Puis il s’attelle à l'une de ses œuvres emblématiques, son Concerto pour violon et orchestre op. 47, enchaîne avec une musique de scène Kuolema (la mort), qui contient la célèbre « Valse triste ». En 1903 pour échapper à l'atmosphère pesante de la capitale, il se fait construire une villa au nord d'Helsinki qu'il baptise du nom de sa femme Ainola et où il s'installe définitivement avec sa famille quelques mois plus tard. Ses problèmes avec l'alcool ne s'estompent pas. Il confie à son frère Christian « tu vois, mon penchant pour la boisson a des racines très profondes et très dangereuses ». En février 1904, il dirige son concerto pour violon qui reçoit initialement un accueil public plutôt chaleureux mais devant le peu de succès rencontré lors des représentations suivantes, Sibelius décide de le réviser. Le Grand-duché de Finlande, qui appartient à l'Empire russe depuis 1809, est, à partir de 1898, sous la coupe autoritaire du gouverneur général du duché, le général russe Nikolaï Bobrikov dont les pouvoirs en 1903 ont pris une forme absolutiste. En juin, ce dernier est assassiné par un jeune patriote finlandais Eugen Schauman pour lequel Sibelius écrira en 1909 une marche funèbre In memoriam.
Sa deuxième symphonie suscite à Berlin l'année suivante des réactions plutôt contrastées tandis que sa nouvelle composition Pelléas et Mélisande d'après Maurice Maeterlinck rencontre un franc succès. C'est l'heure de la découverte des œuvres de ses contemporains. Il s'émerveille devant la musique de Claude Debussy, se passionne pour Arnold Schönberg, s'enthousiasme pour le grand orchestre de Richard Strauss. En octobre, son concerto pour violon dans sa version définitive est donné à Berlin avec Richard Strauss à la direction. Si la critique est favorable, l'accueil du public est en revanche plutôt réservé. Il enchaîne avec une nouvelle œuvre inspirée du Kalevala, La Fille de Pohjola op. 49 suivie en 1907 de la troisième symphonie qui ne suscite pas d'enthousiasme populaire.

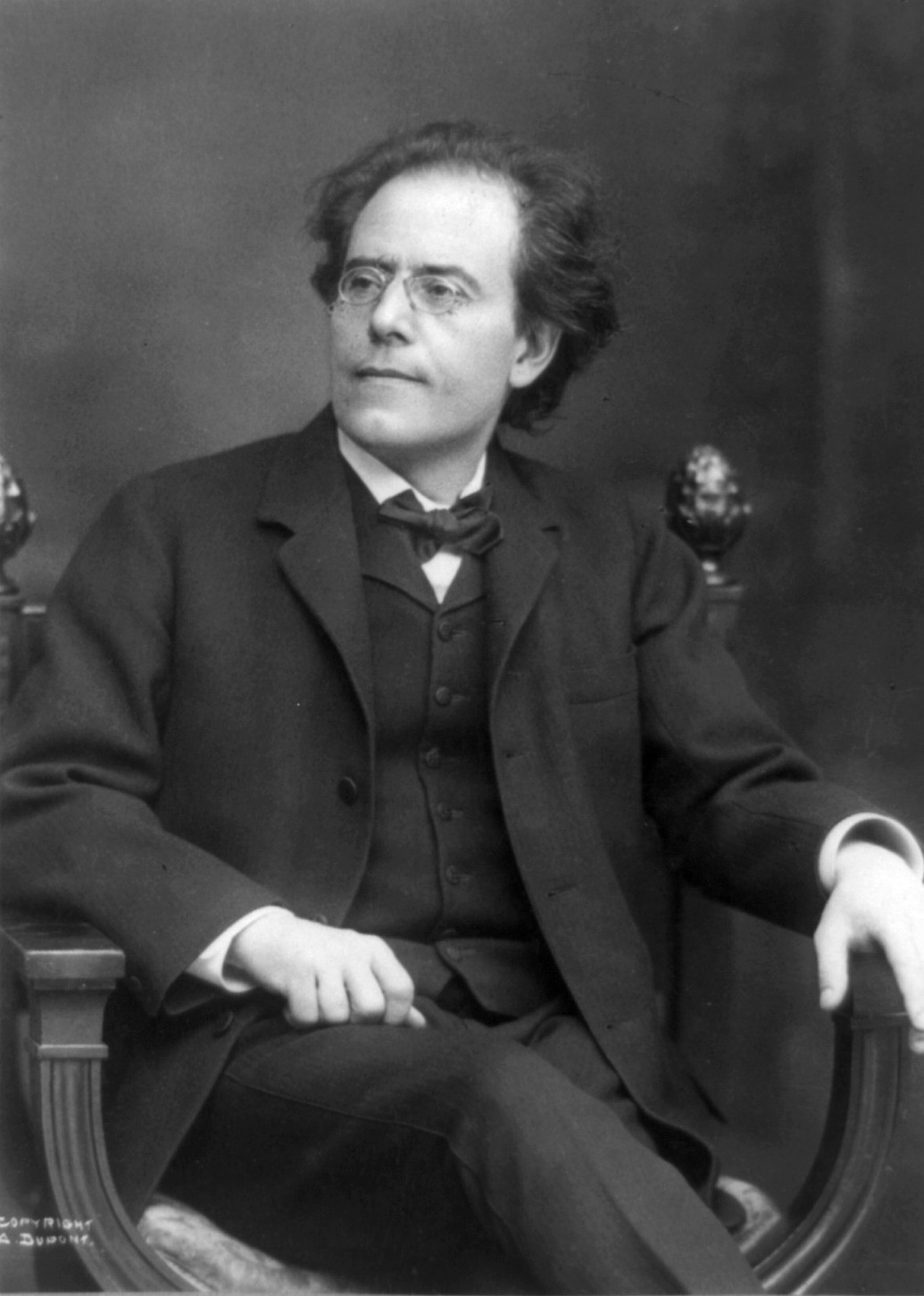
Gustav Mahler.

Sa rencontre amicale avec Gustav Mahler, qui apprécie sa musique, met en lumière deux visions de la musique radicalement différentes. Pour Gustav Mahler, la musique doit embrasser tout l'univers, pour Sibelius en revanche, cela doit être le dépouillement, l'ascèse, l'expression rigoureuse de l'essentiel, l'art du non-dit et de l'aphorisme. En 1908, Sibelius, qui se remet difficilement d'une opération pour un cancer à la gorge, entame l'écriture d'un nouveau poème symphonique Chevauchée nocturne et Lever de soleil puis termine l'année suivante son quatuor à cordes en ré mineur Voces intimæ, œuvre d'un caractère sombre et douloureux.

### Tradition et modernité
L'année 1910 verra naître une œuvre maîtresse de la musique moderne, fascinante et intemporelle, la quatrième symphonie op. 63, achevée en 1911. Partout où elle est jouée, c'est la réserve, l'incompréhension et même l'hostilité. En septembre, il achève une suite d'orchestre Scènes historiques où il reprend des thèmes d'une musique composée en 1899 en l'honneur de la presse finnoise. Il se rend à Berlin puis à Paris où sa musique reste encore peu jouée.

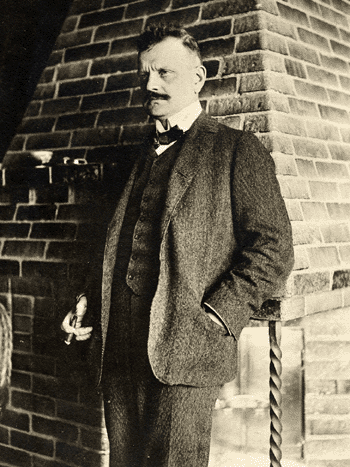
Sibelius à Ainola en 1907.

De retour chez lui en Finlande, il traverse une période de dépression; mais le printemps suivant, il se remet promptement à la tâche en terminant L'Amant, chanson pour cordes et timbales, et en travaillant sur la suite Scènes historiques II. Accablé depuis longtemps par les soucis financiers, il reçoit avec intérêt de l'académie de musique de Vienne l'offre pour un poste de professeur de composition. Finalement, il y renonce préférant se consacrer entièrement à l'écriture musicale. 

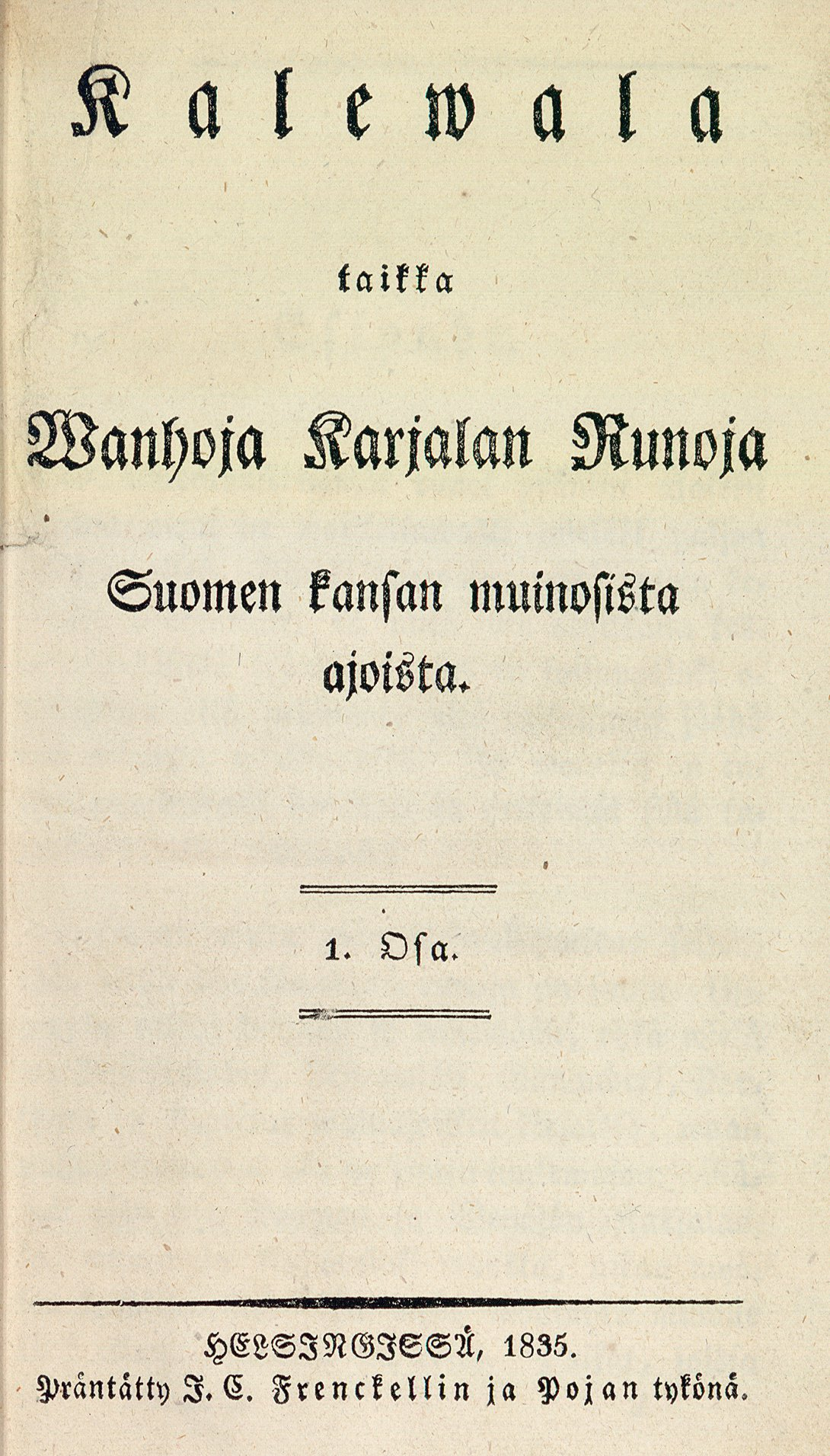
Le Kalevala.

Il n'a pas moins de deux symphonies en chantier, la cinquième et la sixième symphonie. Le 29 mars 1912, sont données en première audition les Scènes historiques, c'est un grand succès. Trois sonatines pour piano verront le jour peu après puis il part pour l'Angleterre où en octobre il dirige sa quatrième symphonie qui reçoit un accueil des plus enthousiastes.
À Helsingfors, en 1913, est joué son nouveau poème symphonique le Barde qui récolte les éloges tandis que sa quatrième symphonie boudée par les Viennois et l'Amérique est en revanche acclamée par le public finlandais. Durant l'été, il compose un ouvrage ambitieux de longue durée, une symphonie lyrique Luonnotar (fille de la nature) pour soprano et orchestre ; de la même année date Scaramouche écrit pour le Théâtre royal danois.
Au printemps 1914, il se rend aux États-Unis à l'invitation de Horatio Parker qui lui commande une nouvelle œuvre pour le festival de musique de Norfolk les Océanides, c'est enfin le succès sans réserves et la reconnaissance outre-Atlantique du « génie sibélien ». Consécration suprême, il est fait docteur honoris causa de l'université Yale. Un projet de grande tournée américaine est envisagé mais l'attentat à Sarajevo sonne le glas de la paix en Europe. C'est la Première Guerre mondiale et pour Jean Sibelius, quatre années d'isolement et de solitude.

### Les années de guerre
Un voyage à Göteborg en 1915 sera l'une des rares occasions pour Sibelius de renouer le contact avec le monde extérieur et son public. Il travaille ardemment sur sa cinquième symphonie et c'est en apercevant des cygnes voguer sur un étang qu'il trouve, tout exalté par sa découverte, le thème du finale. Le 23 mai, sa fille aînée Eva donne naissance à une petite fille, et l'auteur de En saga devient grand-père. Le 15 août, il note dans son journal : « je suis si pauvre, si pauvre que je suis obligé d'écrire de petites pièces. »
Le 8 décembre 1915, la représentation de la cinquième symphonie à la bourse d'Helsingfors donne lieu à une soirée des plus officielles où Sibelius est unanimement reconnu comme le porte-flambeau de la musique finlandaise. À la suite de la défection américaine, les soucis d'argent s'aggravent et des amis parmi lesquels la chanteuse Ida Ekman organisent dans l'urgence une grande collecte nationale à son profit. Durant l'été 1916, il retravaille la cinquième symphonie et à sa première audition à Helsinki les critiques sont si vives qu'il décide de la réécrire ; entretemps il compose une musique pour la pièce de théâtre Everyman. Son penchant pour la boisson crée de telles tensions avec son épouse Aino qu'il envisage le divorce, mais en 1917, les bruits de la révolution russe et les espoirs de liberté qu'elle fait naître pour les Finlandais occupent dès lors tous les esprits. À l'actif du compositeur s'ajoutent Humoresques et un cycle de mélodies op. 88.

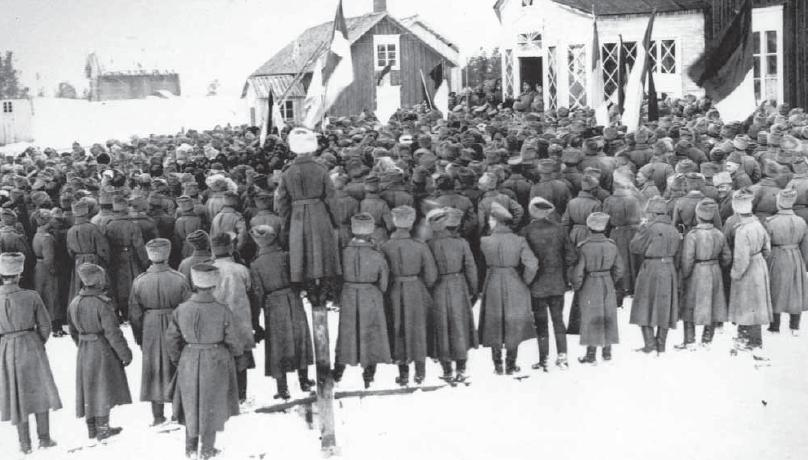
Réunion de soldats en Finlande en mars 1917.

La situation politique finlandaise se dramatise : les Gardes rouges prosoviétiques sont prêts à en découdre avec les Gardes blancs nationalistes. Pour Sibelius, en composant une musique sur un texte de Heikki Nurmio, Jääkärien marssi (la Marche des chasseurs), la cause est entendue : la Finlande. Les événements se précipitent. Le 7 novembre 1917, le gouvernement de Kerenski est renversé par un coup d'État communiste, les Soviets prennent le pouvoir et deviennent les nouveaux maîtres de l'Empire russe. Alors que le 15 novembre la Finlande annonce au nouveau pouvoir des Soviets sa volonté d'indépendance, le Parlement finlandais déclare être seul dépositaire du pouvoir suprême sur le pays. Le 6 décembre 1917, la Finlande est officiellement indépendante.

### La Finlande libre
Le 18 décembre 1917, Sibelius écrit : « je suis malade et incapable de travailler, mais dans ma tête, j'ai la cinquième et sixième symphonie ». Déprimé, il envisage un temps le suicide mais se ravise en pensant à Aino et aux enfants. En janvier 1918, les Gardes rouges s'emparent du pouvoir ; la censure est instaurée. Des troupes nationalistes ont attaqué des garnisons rouges, c'est la guerre civile, Sibelius est placé en résidence surveillée puis se réfugie chez son frère. C'est le temps du rationnement et Sibelius perd beaucoup de poids.
En avril 1918, les Gardes rouges sont vaincus, après les réjouissances de la liberté retrouvée, en ce printemps Sibelius s'active toujours sur la cinquième symphonie qui ne cesse d'être remaniée. Fin avril, après d'incessantes retouches et révisions, la symphonie est enfin achevée. En juin 1919, il part avec Aino au Danemark et au retour, sa cantate Sang Jordens est donnée à la nouvelle académie d'Åbo. En novembre, est jouée la cinquième symphonie, c'est le triomphe. Il s'empresse dès lors d'écrire la sixième symphonie. En 1920, il compose la Valse lyrique et durant l'été, dirige ses œuvres à la première foire industrielle de Finlande.

### La consécration
Reconnu dans la sphère anglo-saxonne comme l'un des compositeurs majeurs de ce début de siècle, les offres affluent. La Eastman School of Music aux États-Unis lui propose un poste de professeur et Londres le sollicite pour être chef d'orchestre invité. Il accepte cette dernière offre. Sur le plan matériel, pour ses cinquante-cinq ans, quelques patrons finlandais lui font un don de 19 000 marks. L'année suivante, il se rend à Berlin pour régler quelques menus détails de contrat avec son éditeur Breitkopf & Hartel puis fait une tournée réussie en Grande-Bretagne en y dirigeant ses grandes compositions. Il s'offre quelques moments de détente avec des amis en Norvège ; les concerts qu'il y donne sont chaudement salués, puis il rentre en Finlande.
Il compose, il dirige, participe à quelques soirées bien arrosées. Pour Sibelius, c'est un cycle perpétuel. Il termine la Valse chevaleresque au printemps 1920, il apprend que son frère Christian est atteint d'un mal incurable qui finalement l'emporte le 2 juillet.
En 1922, il devient franc-maçon et compose de la musique rituelle pour ses « frères » de loge. Il est un des membres fondateurs de la loge maçonnique « Suomi no 1 », il devient grand-organiste de la Grande Loge de Finlande. Il compose neuf pièces vocales et instrumentales assemblées sous le titre de Masonic Ritual Music op.133.
En décembre, on lui commande une Cantate de Noël, il décide en relisant des brouillons d'écrire un quatuor à cordes qu'il intitule Andante Festivo (en). En 1938, il en tire un arrangement pour cordes et timbales. Début 1923, la sixième symphonie est enfin achevée et jouée devant un parterre d'auditeurs et de critiques conquis, il se rend à Stockholm où il est ovationné puis se rend à Rome où, amoindri et fatigué, il reçoit un accueil plutôt mitigé. En revanche, à Göteborg, il est acclamé par le public suédois.
Sibelius travaille à sa septième symphonie. Pour calmer ses mains tremblantes, il boit, suivant en cela les avis des médecins. Il achève la partition de sa symphonie au printemps 1924, qu'il dirige à Stockholm avec succès. Il apprend avec douleur la nouvelle de la mort de Ferrucio Busoni, puis après une tournée au Danemark, le tremblement de ses mains le force à envisager de mettre un terme à la direction d'orchestre. 

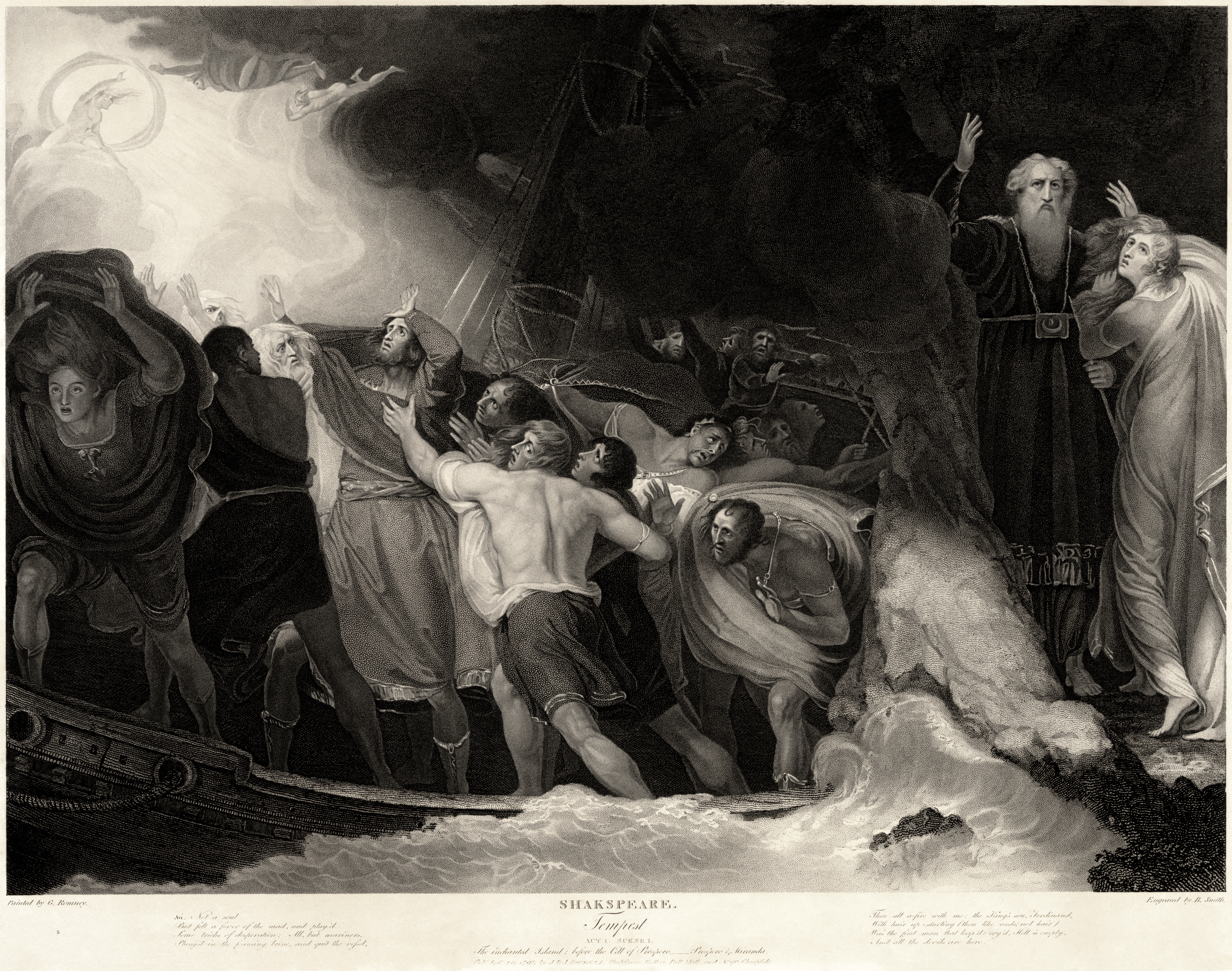
La Tempête.

À l'automne, il compose la Fantaisie symphonique. En 1925, l'éditeur Hansen et le Théâtre royal danois sollicitent Sibelius pour une musique d'accompagnement de la pièce la Tempête de William Shakespeare. Il y travaille activement et la première audition est présentée au printemps 1926.
À l'occasion de ses soixante ans, est organisée une collecte nationale qui rapporte 275 000 marks à Sibelius, ajoutée à cela une pension d'État de 100 000 marks ; Sibelius est désormais à l'abri du besoin.
Au début de l'année 1926, l'Orchestre philharmonique de New York lui passe commande d'un poème symphonique d'une vingtaine de minutes. Ayant accepté, il part pour Rome afin de s'y consacrer. À l'automne, la commande est bouclée et elle s'appellera Tapiola. On la joue à New York où elle reçoit un accueil mitigé de la part des critiques. Début 1927, il écrit sa Massonic Ritual Music op. 113 (musique maçonnique) Pendant l'été, il met la touche finale à sa musique de scène pour La Tempête.

### La symphonieno8
Au début de 1928, il part pour Berlin dans le but résolu d'écrire une nouvelle symphonie, mais c'est d'abord une petite pièce chorale le Gardien du pont qui voit le jour, puis se met au travail à une huitième symphonie. En 1929, il écrit cinq esquisses op. 114, une sonate pour violon et piano op. 115. Il met en chantier un op. 117, mais aucun éditeur ne s'étant proposé de publier la partition, Sibelius la délaisse. Sibelius ne devait plus jamais proposer à l'édition d'œuvres nouvelles achevées.
Il ne cesse pas de composer et en 1930, il produit une œuvre pour chœur d'hommes et piano, Fate Carélie. En 1931, il écrit une pièce pour deux pianos et une pièce pour orgue, Surusoitto. Son travail sur la symphonie progresse mais il est victime d'une grave attaque de pleurésie pulmonaire. On essaie une nouvelle thérapie qui manque de lui coûter la vie. Il récupère, mais n'a plus envie de composer quoi que ce soit. Il écrit au futur créateur de la symphonie, Serge Koussevitzky, que celle-ci est toujours à l’ouvrage et qu'elle sera achevée en 1932. Mais en janvier 1932, dans un nouveau message, il annonce laconiquement au chef d'orchestre : « Pas de symphonie cette année. »

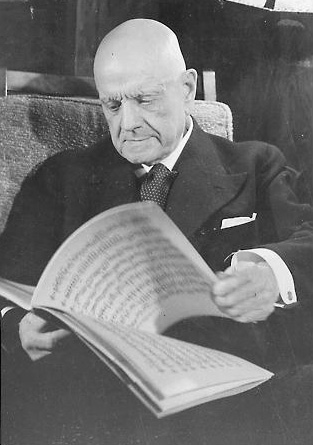
Sibelius chez lui, partition à la main

En 1933, la symphonie se fait toujours attendre. Pourtant, il confie à un ami qu'elle est sur le point d'être terminée. Il remet un feuillet de 23 pages à son copiste pour la transcription, puis plus rien. Il se consacre désormais à la révision de ses anciennes compositions et les fait éditer. En 1939, il écrit une nouvelle version de la Suite Lemminkäinen. En janvier 1939, il retrouve la baguette de chef d'orchestre pour diriger l'orchestre symphonique de la radio de Finlande.
En 1940, Martti Paavola invité chez Sibelius aperçoit dans un coffre laissé ouvert des partitions. Le conflit mondial est l’occasion pour l'Allemagne nazie de renforcer ses liens culturels avec la Finlande au point que sur une requête du ministre des Affaires étrangères finlandais, Goebbels, ministre de la propagande, décide de créer la « Société Sibelius » en Allemagne. Dans un message de remerciement radiodiffusé, Sibelius évoque l'Allemagne comme « la terre glorieuse de musique ». Il condamne un an plus tard dans son journal intime la politique raciale menée par le régime hitlérien. En 1942, il écrit des arrangements sur des chants de Noël. Sibelius ne renonce pas à terminer la huitième symphonie. En août 1945, il avoue à de nombreuses reprises avoir achevé la huitième symphonie, mais indique qu'à chaque fois, insatisfait, il a tout jeté au feu.

### Le chant du cygne
Il compose en 1946 deux pièces de musique rituelle maçonnique Veljesvirsi et Ylistyshymni pour chant et harmonium, qui sont ses toutes dernières compositions originales. En 1948, il réorchestre Skidspårt ensamt ett (une piste de ski solitaire) pour récitant, harpe et cordes. Ses contacts avec le monde extérieur peu à peu se raréfient sauf à l'occasion d'un festival de musique les semaines Sibelius à Helsinki au cours duquel il reçoit à Ainola quelques invités de marque comme les violonistes Yehudi Menuhin, Isaac Stern, les chefs d'orchestre Eugene Ormandy ou bien Thomas Beecham. À l'occasion de ses 85 ans, en décembre 1950, le président finlandais Juho Kusti Paasikivi lui fait l'honneur de se rendre en visite officielle chez lui à Ainola. En 1951 il écrit un arrangement de son op. 91b Marssi partiolaisten pour deux voix de femme et piano et en 1954 à l'âge de 89 ans il réarrange un cantique de Noël Julvisa pour chœur d'enfants et pendant l'été 1957, il dicte à Jussi Jalas la musique d'un arrangement sur Valitus kullervon pour baryton et orchestre.
Il passa les trente dernières années de sa vie retiré dans sa propriété d' Ainola. Sa musique mondialement connue avait conduit ses adeptes à s' intéresser aussi à sa vie (le croyant mort accablé par ses maux). Le 20 septembre 1957, Jean Sibelius se "retire" définitivement de cette terre après une vie consacrée à composer de la musique.

## Famille
Jean Sibelius a épousé à Maxmo le 10 juin 1892 Aino Järnefelt (1871-1969), fille du général Alexander Järnefelt. Ils ont eu six filles : Eva (1893-1978), Ruth (1894-1976), qui a été actrice et a épousé Jussi Snellman, Kirsti (1898-1900), Katarina (1903-1984), Margareta (1908-1988) et Heidi (1911-1982), qui a été styliste et a épousé l'architecte Aulis Blomstedt.

## Analyse

### Œuvre

#### Esthétique

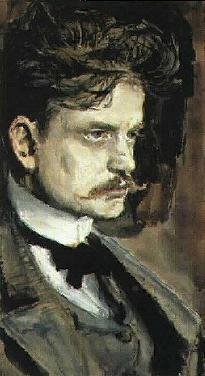
Jean Sibelius par Akseli Gallen-Kallela.

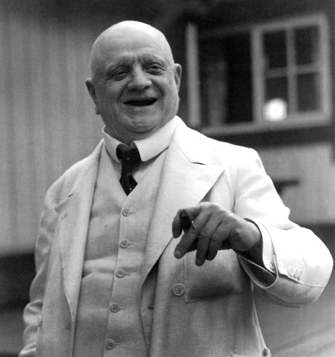
Jean Sibelius en 1939.

Outre son concerto pour violon, qui reste la plus jouée de ses œuvres, Sibelius est surtout connu pour les sept Symphonies dont il est l'auteur (il en détruisit une huitième). Il composa par ailleurs de nombreux poèmes symphoniques très représentatifs de son style, inspirés par des scènes du Kalevala, épopée nationale finnoise constituée de plusieurs corps de récits. Mais Sibelius, dont on exagère souvent le nationalisme et l'enracinement dans la tradition musicale finlandaise, fut au contraire attentif aux révolutions musicales qui marquèrent l'Europe de son temps, et même si son style demeure profondément original, on peut y entendre l'écho des œuvres de Wagner, de Debussy ou de Tchaïkovski.
Jean Sibelius, vilipendé par les uns, encensé par les autres, est aujourd'hui considéré comme l'un des grands symphonistes du début du XXe siècle. Son langage musical reste néanmoins profondément tonal, et la musicologie des années 1950-61 peinait à faire de son œuvre l'égale en importance de celle de son contemporain Gustav Mahler, qui épuise le genre symphonique romantique par un double mouvement d'expansion universel et de concentration de la forme à l'inverse de l'esthétique sibélienne, d'un dépouillement ramené à l'essentiel proche de l'ascèse (Olin Downes a parlé d'un « monolithe pan-consonnant » à propos de Tapiola). D'après Neville Cardus, Sibelius aurait lui-même évoqué « la pure eau froide » de sa sixième symphonie, aux harmonies modales qui ressuscitent l'ancienne polyphonie grégorienne, publiée en réaction aux « cocktails » musicaux de son temps.
Pourtant, rien ne serait plus faux que de ne voir en Sibelius qu'un musicien tourné vers le passé, sourd aux révolutions esthétiques de Debussy, Stravinsky ou Schoenberg. Il hérite certes des genres consacrés par la tradition classique (symphonie et concerto), mais il impose dans la plupart de ses œuvres orchestrales un contrepoint minimal, une atmosphère chargée reposant sur l'accumulation des strates sonores, et une forme de cyclicité qui contredisent le primat de la mélodie et rendent la suite des métamorphoses harmoniques seule responsable de la tension dramatique. Des trouvailles mélodiques (comme la Deuxième Sérénade pour Violon, op. 69b en sol mineur) et des thèmes inoubliables parsèment néanmoins son œuvre, à l'image de ceux qui inaugurent dans une atmosphère diaphane de vitrail son Concerto pour violon et sa sixième symphonie, ou de ceux qui achèvent dans une clameur hymnique certaines de ses symphonies (la Deuxième et la Cinquième en particulier). Sa première symphonie, pendant nordique des Rêves d'hiver de Tchaïkovski, est avec la Troisième sans doute la plus classique de ses créations et la moins caractéristique du mysticisme « écologique » auquel il parviendra par des moyens purement musicaux (quatrième symphonie) et sans rien devoir à une foi religieuse ni jamais écrire de musique sacrée (si l'on excepte une œuvre maçonnique achevée en 1927 ayant pour titre Musique religieuse, op. 113, devenue célèbre sous l’appellation Massonic Ritual Music). Dans ses dernières œuvres (Septième symphonie, Tapiola), les mouvements s'enchaînent insensiblement les uns aux autres et les compositions tirent leur unité d'un développement organique comparable à celui d'une cellule vivante (procédé qui a été celui du Debussy des Jeux, et sera celui du Strauss des Métamorphoses). La synesthésie musique-couleurs était en revanche l'une de ses influences spirituelles et artistiques, par laquelle il percevait par exemple les notes musicales associées à des nuances chromatiques et inversement, tels le vert en fa majeur ou le jaune en ré majeur.
Ses plus grands chefs-d'œuvre sont sans doute ses Deuxième, Quatrième, Cinquième et Septième symphonies, ainsi que son Concerto pour violon, mais aussi parmi ses autres œuvres, ses cantates (notamment Oma Maa et Snöfrid) dont certaines appartiennent au cycle du Kalevala comme Kullervo (vaste poème symphonique avec chœur et solistes grâce auquel il obtint à vingt-six ans une grande notoriété), Luonnotar, poème symphonique avec soprano racontant la création du monde, La Fille de Pohjola et surtout son ultime poème symphonique, Tapiola, monolithe sonore immobile, immémorial et mystérieux, sorte d'équivalent musical à celui mis en scène par Kubrick dans 2001, l'Odyssée de l'espace.
Son poème symphonique Finlandia, écrit en 1899-1900, devint le symbole de la résistance finlandaise vis-à-vis du suzerain russe. Son œuvre la plus connue du grand public est, avec la Valse triste (tirée de la musique de scène Kuolema), le Cygne de Tuonela, extrait d'une suite en quatre tableaux (Légendes des Lemminkäinen). Citons aussi Les Océanides, Chevauchée nocturne et Lever du soleil, Pelléas et Mélisande, La Reine captive, L'Origine du feu, Le Barde, La Nymphe des bois, En Saga, sa musique de scène La Tempête, Chanson de printemps, ainsi que Voces intimae, le plus connu de ses quatuor à cordes, Korpo, un trio de jeunesse, et un Quintette pour piano en sol mineur généralement méconnu. Il travailla également à un projet d'opéra qu'il n'acheva jamais, La Construction du bateau, dont le prélude original constitue en fait Le Cygne de Tuonela. Toutefois, une œuvre lyrique en un acte, La Jeune Fille dans la tour existe bel et bien même si elle n'est pratiquement jamais jouée.
Beaucoup de compositeurs de la seconde moitié du XXe siècle trouvèrent en Sibelius un digne précurseur tandis que les compositeurs de musique de film pillèrent sans vergogne une œuvre riche de thèmes épiques et grandioses (à l'exemple des dernières mesures du premier mouvement de la Troisième symphonie). Qualifiée souvent de panthéiste, cette musique vide d'hommes qui célèbre la nature dans sa force primitive et dépeint les rumeurs légendaires qui la parcourent, est d'une puissance et d'une austérité qui se conjuguent en de vastes incantations aux beautés secrètes et inépuisables. En cela, il annonce déjà certains compositeurs de musique minimaliste, comme György Ligeti, autre synesthète, d'ailleurs, duquel il sera souvent rapproché.
L'un de ses élèves les plus brillants est le compositeur Leevi Madetoja, également finlandais. Les interprètes de Sibelius se partagent entre ceux qui exaltent son particularisme finnois (Paavo Berglund notamment) et ceux qui l'orientent vers le style symphonique viennois post-romantique (comme Lorin Maazel en signant une intégrale de ses Symphonies à la tête du Philharmonique de Vienne). Il faut citer aussi Herbert von Karajan (que Sibelius lui-même a tantôt loué tantôt rejeté), très proche de son esthétique nordique à l'anonymat un peu lunaire, Leonard Bernstein, beaucoup plus passionné, et plus récemment sir Colin Davis, Paavo Järvi, Neeme Järvi et Osmo Vänskä. Une interprétation historique d'En saga par Wilhelm Furtwängler datée de 1943 est toujours disponible, ainsi qu'une Deuxième symphonie par Arturo Toscanini. Au piano, Glenn Gould puis Leif Ove Andsnes se sont faits les défenseurs de partitions jugées mineures, (Sonatines, Suite Kyllikki) de même que les cycles de mélodies, peu fréquentées par les grands noms de l'art lyrique, ont été enregistrées presque intégralement par Anne Sofie von Otter. La plupart des Lieder de Sibelius n'ont été orchestrés que nombre d'années après leur composition par des amis du compositeur, à l'exception toutefois de ceux composés pour Aino Ackté pour qui Luonnotar notamment fut créé.

#### Compositions marquantes
Jean Sibelius compose 134 partitions, dont : 

##### Symphonies
- Symphonie no 1 en mi mineur, op. 39 (1899)
- Symphonie no 2 en ré majeur, op. 43 (1902)
- Symphonie no 3 en ut majeur, op. 52 (1906)
- Symphonie no 4 en la mineur, op. 63 (1911)
- Symphonie no 5 en mi bémol majeur, op. 82 (1915; révisée en 1916 et 1919)
- Symphonie no 6 en ré mineur, op. 104 (1923)
- Symphonie no 7 en ut majeur, op. 105 (1924)

##### Concertos
- Concerto pour violon en ré mineur, op. 47 (1903-1904, révisé en 1905)

##### Pièces symphoniques
- Kullervo, op. 7 (1892)
- En saga, op. 9 (1892–1901)
- Karelia, op. 11
- Suite Lemminkäinen, op. 22 (1893) dont la pièce la plus connue est le Cygne de Tuonela
- Finlandia, op. 26 (1899), devenue rapidement un hymne officieux de la Finlande (cf. Maamme)
- La Fille de Pohjola, op. 49
- Svanevit (Cygne Blanc), Suite pour orchestre op. 54 (1909), tirée de la musique de scène (1908) pour la pièce de 1901 d'August Strindberg
- Chevauchée nocturne et Lever de soleil, op. 55 (1908)
- Luonnotar, op. 70 (1913)
- Les Océanides, op. 73 (1914)
- Musique de scène pour « la Tempête » (1925) dont sont issues deux suites op. 109 no 2 et 3
- Tapiola, op. 112 (1925-1926)
- La Nymphe des bois

##### Autres
- En etsi valtaa loistoa (1895), chant de Noël populaire
- Jääkärin marssi (La Marche des chasseurs) (1915)
- Voces intimae (1909), quatuor à cordes
- Suite Rakastava, op. 14
- Kuolema (La Mort), op. 44 qui inclut la Valse triste, op. 44 no 1
- Romance pour orchestre à cordes en do majeur op. 42
- Sérénade no 1 pour violon et orchestre en Ré Maj. op. 69a
- Sérénade no 2 pour violon et orchestre en Sol min. op.69b
- Humoresque no 1 pour violon et orchestre en Ré min. op.87/1
- Humoresque no 2 pour violon et orchestre en Ré Maj. op.87/2
- Humoresque no 3 pour violon et orchestre en Sol Maj. op.89a
- Humoresque no 4 pour violon et orchestre en Sol min. op.89b
- Humoresque no 5 pour violon et orchestre en Mi Bémol Maj. op.89c
- Humoresque no 6 pour violon et orchestre en Sol min. op.89d
- Impromptu pour orchestre à cordes (Andante Lirico) (1893)
- Suite pour violon et orchestre à corde op.117

Transcription
- Igor Stravinsky a réalisé une transcription pour octuor de la Canzonetta op. 26a de Sibelius[26].

#### Liste des œuvres
- Liste des œuvres de Jean Sibelius

### Personnalité
La musique de Sibelius reçut assez tôt un accueil très favorable en Allemagne. Mais à partir de 1933 avec les nazis au pouvoir se pose la question des relations du compositeur avec le régime hitlérien. La polémique se cristallise autour des travaux de Timothy L. Jackson de l'université de North Texas qui sur la base d'archives essentiellement allemandes soutient la thèse d'un Sibelius plus que complaisant avec les autorités nazies. Président adjoint en 1934 aux côtés de Richard Strauss du Council of composer's international coopération, une association pour la promotion de la musique nationale-socialiste, récipiendaire de la médaille Goethe en 1935, création d'une société Sibelius en 1942, Sibelius ne rejeta point les honneurs du régime nazi.
Pour sa défense Veijo Murtomaki, professeur d'histoire de la musique à l'académie Sibelius, rejette toutes ces accusations en notant que la thèse de Jackson uniquement documentaliste est surprenante pour des Finlandais qui connaissent mieux que quiconque la situation économique et culturelle de la Finlande de 1933 à 1945, que Sibelius était un homme d'orgueil très flatté par sa grande popularité en Allemagne et qu'il a tout fait pour en tirer le maximum de profit personnel, notamment financier, et qu'en définitive on ne peut pas présenter Sibelius comme un soutien du régime nazi.

## Hommages
Sont nommés en son honneur :

### Corps célestes
Un corps céleste a été nommé en son honneur, l'astéroïde (1405) Sibelius, situé dans la ceinture principale et découvert en 1936.

### Localisations extraterrestres
Un cratère a été nommé en son honneur sur Mercure, le cratère Sibelius.

### Localisations terrestres
Plusieurs lieux ont été nommé en l'honneur du compositeur dont :
- le glacier Sibelius, en Antarctique ;
- le lac Sibélius, aux îles Kerguelen ;

### Places urbaines
Plusieurs sites urbains portent le nom du compositeur en son honneur, parmi lesquels :
- le parc Sibelius d'Helsinki,
- le parc de Sibelius à Kotka,
- le parc de Sibelius à Hämeenlinna.

### Monuments
Plusieurs monument portent le nom du compositeur, parmi lesquels :
- le musée Sibelius à Turku,
- le palais Sibelius à Lahti,

- l'Académie Sibelius de l'université des arts d'Helsinki,
- le Monument Sibelius, œuvre de la sculptrice Eila Hiltunen, située dans le parc Sibelius d'Helsinki[30].

### Hommages immatériels
Portent aussi le nom de Sibélius, en hommage au compositeur, une association : la Société Sibelius de Finlande ainsi qu'un logiciel d'édition de partitions musicales : Sibelius.